# Grillparzerstraße (Wien)
Die Grillparzerstraße befindet sich im 1. Wiener Gemeindebezirk Innere Stadt. Sie wurde 1873 nach dem österreichischen Dramatiker Franz Grillparzer benannt.

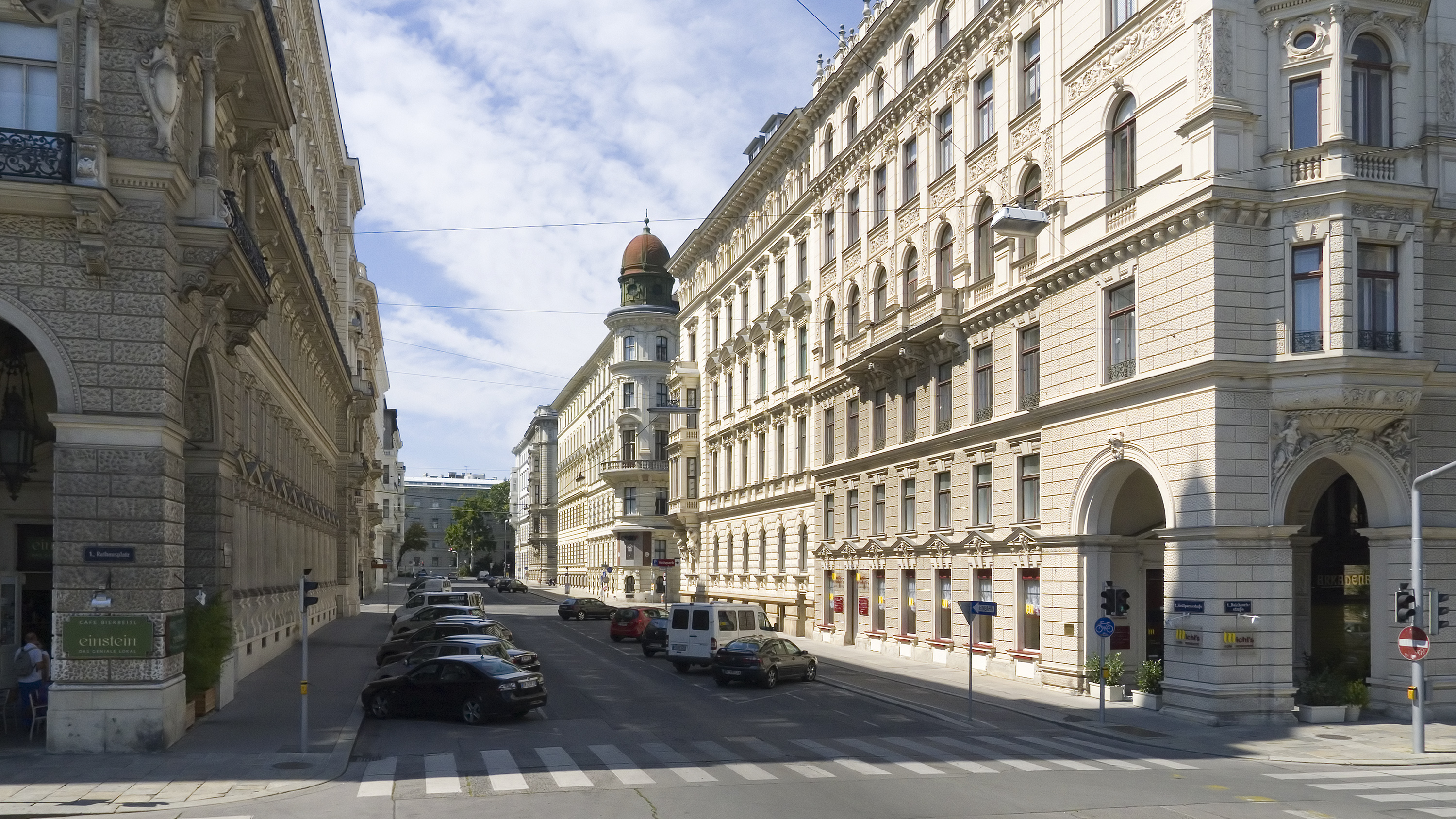
Blick in die Grillparzerstraße

## Lage und Charakteristik
Die Grillparzerstraße befindet sich im sogenannten Rathausviertel, einem Gebiet rund um das Wiener Rathaus, auf dem sich bis Mitte des 19. Jahrhunderts der Parade- und Exerzierplatz vor der Stadtmauer Wiens erstreckte. Die Benennung von weiteren Straßenzügen in einigen Vororten Wiens nach Franz Grillparzer wurde nach deren Eingemeindung nach und nach zugunsten der Grillparzerstraße im 1. Bezirk aufgegeben, da innerhalb Wiens keine Doppelbenennungen vorgenommen werden sollten.
Die Grillparzerstraße erstreckt sich vom Rathausplatz im Osten westwärts bis zur Landesgerichtsstraße. Sie wird als Einbahnstraße geführt und besitzt einen Radweg. Es verkehren keine öffentlichen Verkehrsmittel auf ihr.
Die Verbauung ist einheitlich späthistoristisch mit Wohnhäusern aus der Zeit von etwa 1880 bis 1890.

## Bemerkenswerte Gebäude

### Nummer 1–3
Das Arkadenhaus wurde 1880–1883 von Franz von Neumann errichtet. Es liegt am Rathausplatz 2–4.

### Nummer 2–4
Dieses Arkadenhaus errichtete Emil von Förster 1883. Es liegt an der Reichsratsstraße 11–13.

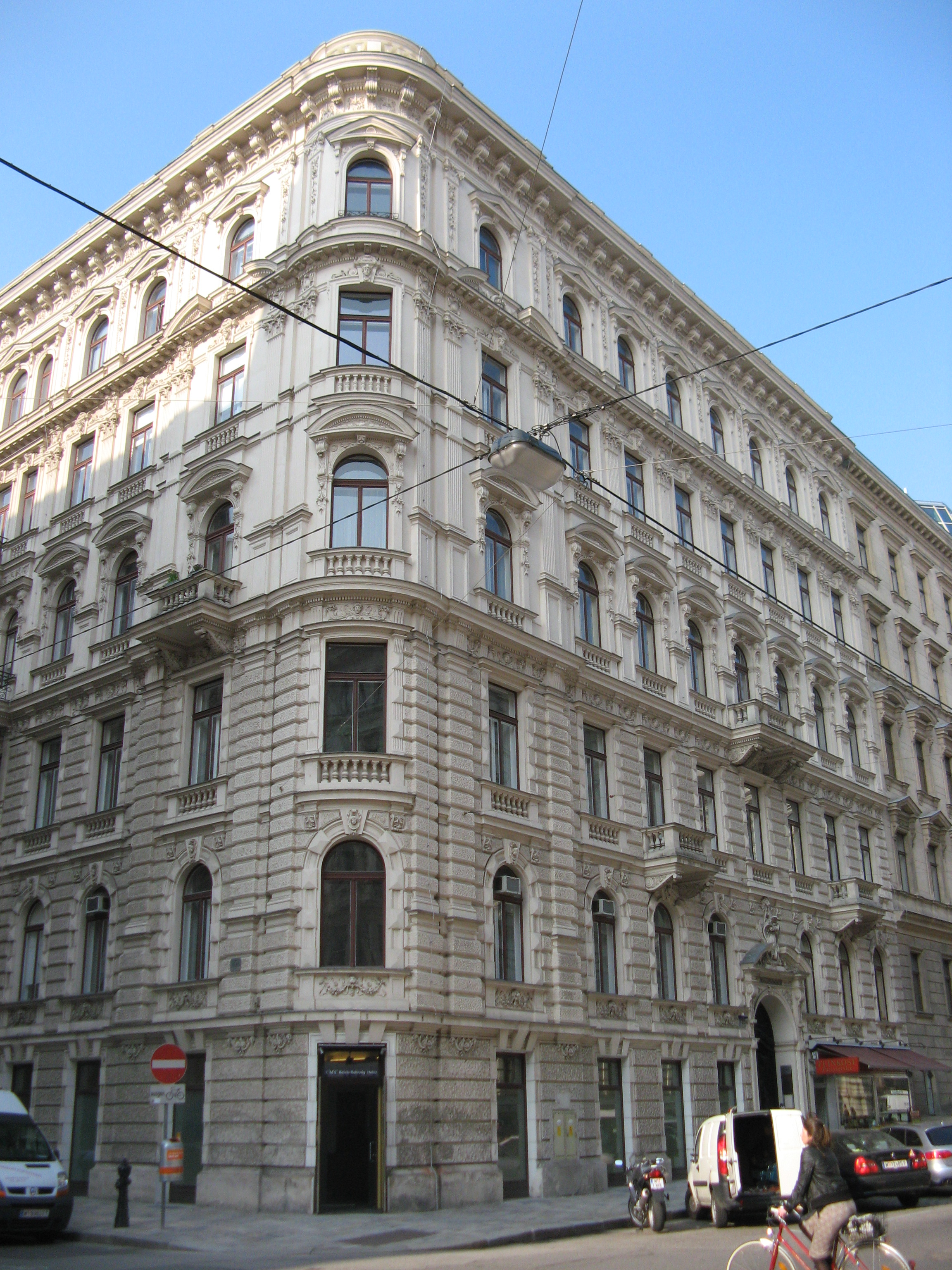
Ehemaliges Haus Sternberg (1890–1891) von Carl Stephann, Grillparzerstraße 5

### Nummer 5 Ehemaliges Haus Sternberg

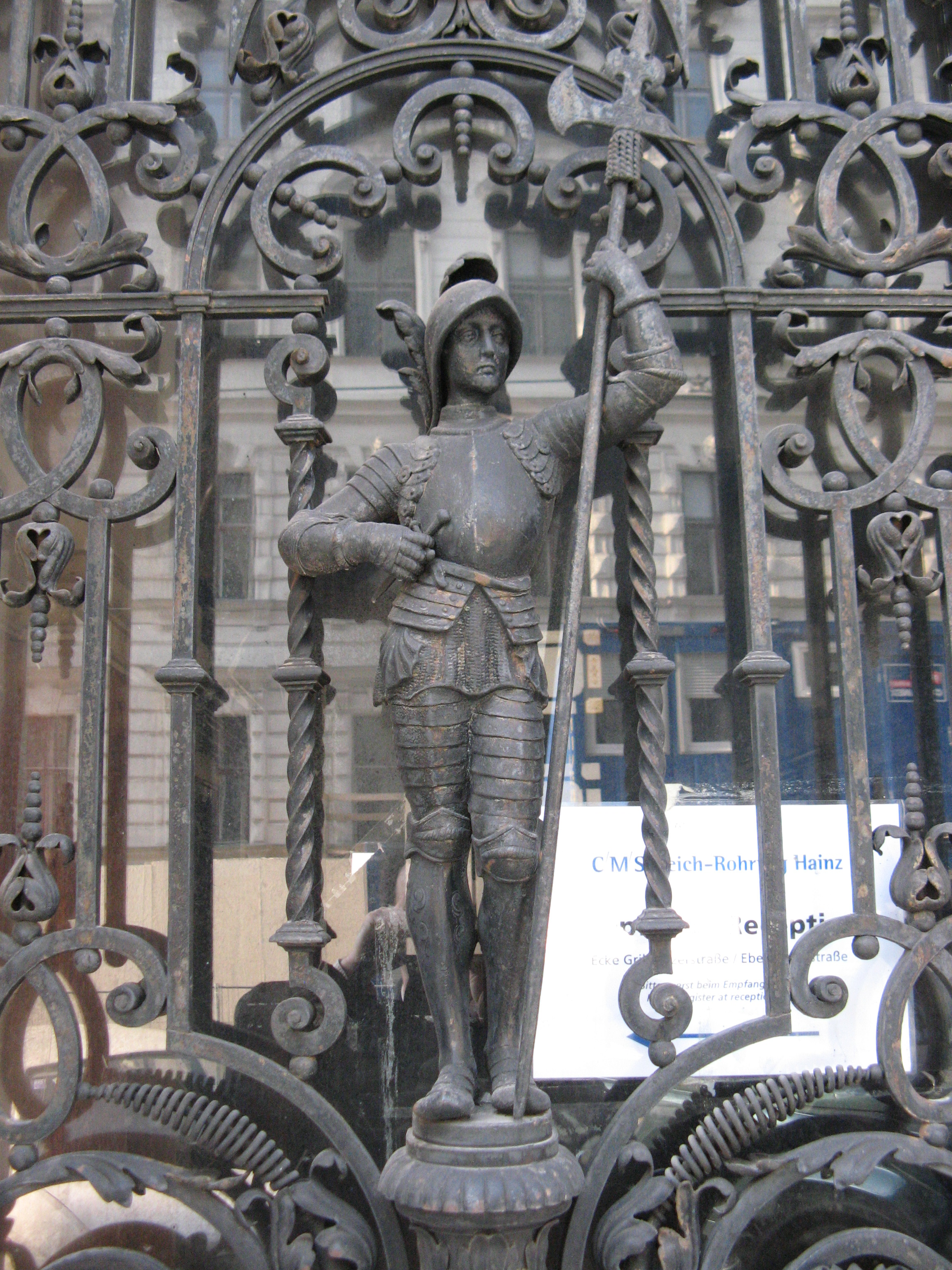
Ritterfigur am Tor des Hauses Grillparzerstraße 5

In der Mitte der Grillparzerstraße befindet sich das 1890–1891 von Carl Stephann erbaute ehemalige Haus Sternberg. Zur Ebendorferstraße hin besitzt das Haus einen abgerundeten Eckrisalit. Korinthische Riesenpilaster liegen über einer hohen dreigeschoßigen Sockelzone. Zentral gelegene Balkone weisen korinthische Säulen und Volutenkonsolen auf. Am Portal, das mit einem Giebel bekrönt ist, befindet sich das Emblem SB. Am reich verzierten Schmiedeeisentor sind die Figuren eines Ritters, einer altdeutschen Dame und Büstenmedaillons angebracht. Reich ausgestattet ist auch das Foyer mit rotbraunem Marmorsockel, hellrosa Stuckmarmorfeldern mit Pilastern dazwischen, schwarzen Marmorädikulen mit Bronzestatuen, die die Malerei und Bildhauerei symbolisieren, und einer kassettierten tonnengewölbten Stuckdecke. Zu den seitlichen Stiegenaufgängen hin befinden sich korinthische Marmorsäulen und Schmiedeeisenkandelaber.

### Nummer 6
Das Gebäude stammt von Wilhelm Stiassny aus den Jahren 1883–1884. Es liegt an der Ebendorferstraße 8.

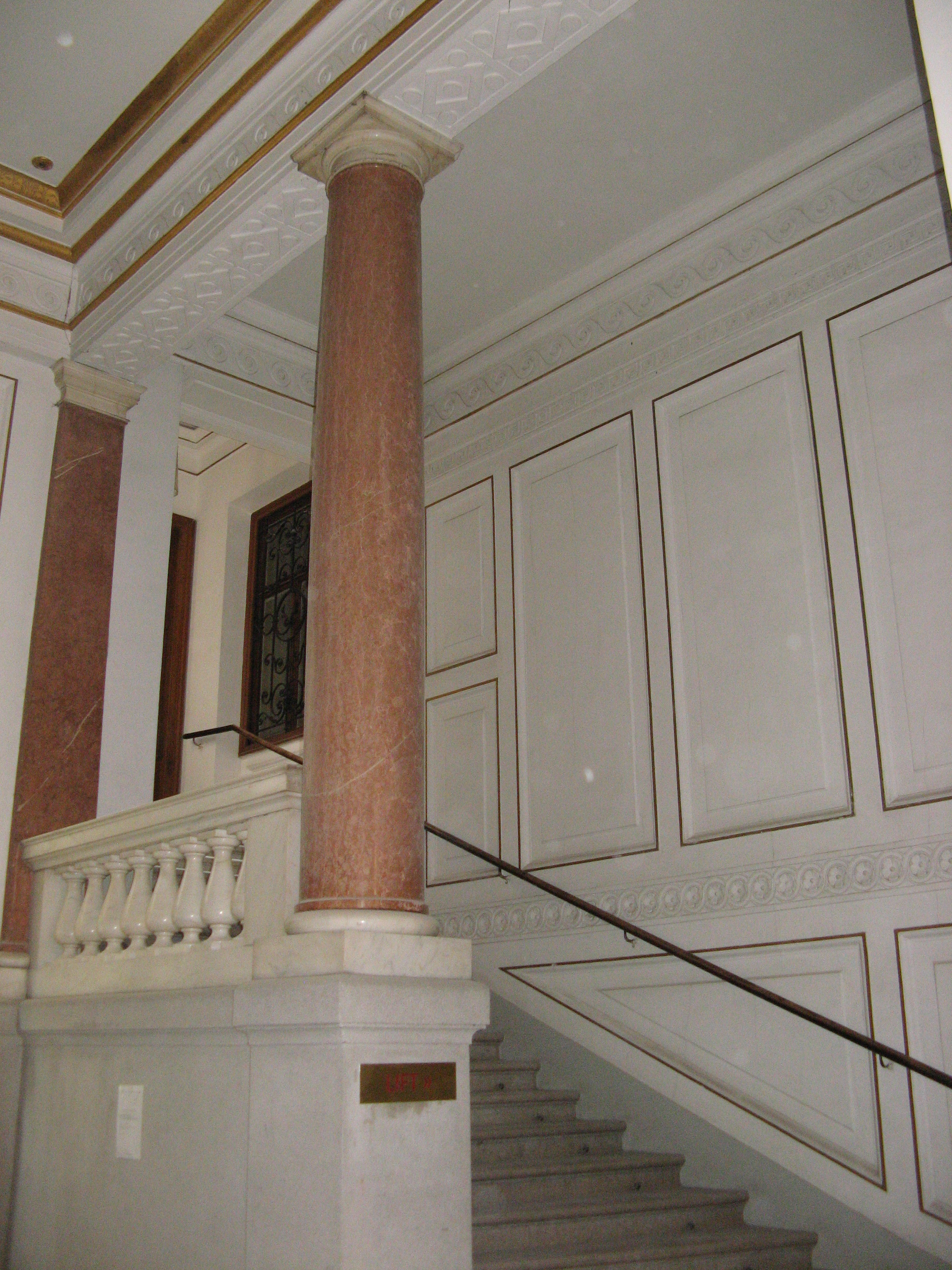
Stiegenaufgang im Haus Grillparzerstraße 7 (1891–1892) von Theodor Neumayer

### Nummer 7
Obwohl erst 1891–1892 entstanden, hat der Architekt Theodor Neumayer das Gebäude in Formen der Wiener Neorenaissance gestaltet, wie es zwei Jahrzehnte früher üblich war. Es besitzt einen zweigeschoßigen Erker und ein toskanisches Halbsäulenportal. Die Einfahrt erweitert sich bei den seitlichen Stiegenaufgängen durch rotbraune Marmorsäulen.

### Nummer 8
Das Gebäude wurde (als ON 6) 1882–1883 von Heinrich von Ferstel und dessen Schwager Karl Köchlin (1828–1894) für den Industriellen Julius Leon Ritter von Wernburg (1842–1927) errichtet. Es liegt an der Ebendorferstraße 7.

### Nummer 9
Das Haus wurde 1881–1882 von Wilhelm Stiassny erbaut. Es liegt an der Rathausstraße 13.

### Nummer 10
Dieses Gebäude entstand 1885–1886 nach Plänen von Ladislaus Boguslawski. Es liegt an der Rathausstraße 20.

### Nummer 11
Das Gebäude errichtete Wilhelm Stiassny 1882–1883 im Stil der Neurenaissance. Es besitzt einen dreigeschoßigen Erker und ein gebändertes Halbsäulenportal. Im Vestibül befinden sich stuckierte Lünetten mit Puttenmedaillons und Spiegelgewölbe.

### Nummer 12
Das ehemalige Haus Königswarter stammt aus dem Jahr 1881 und wurde von Wilhelm Stiassny entworfen. Es liegt an der Rathausstraße 15–17.

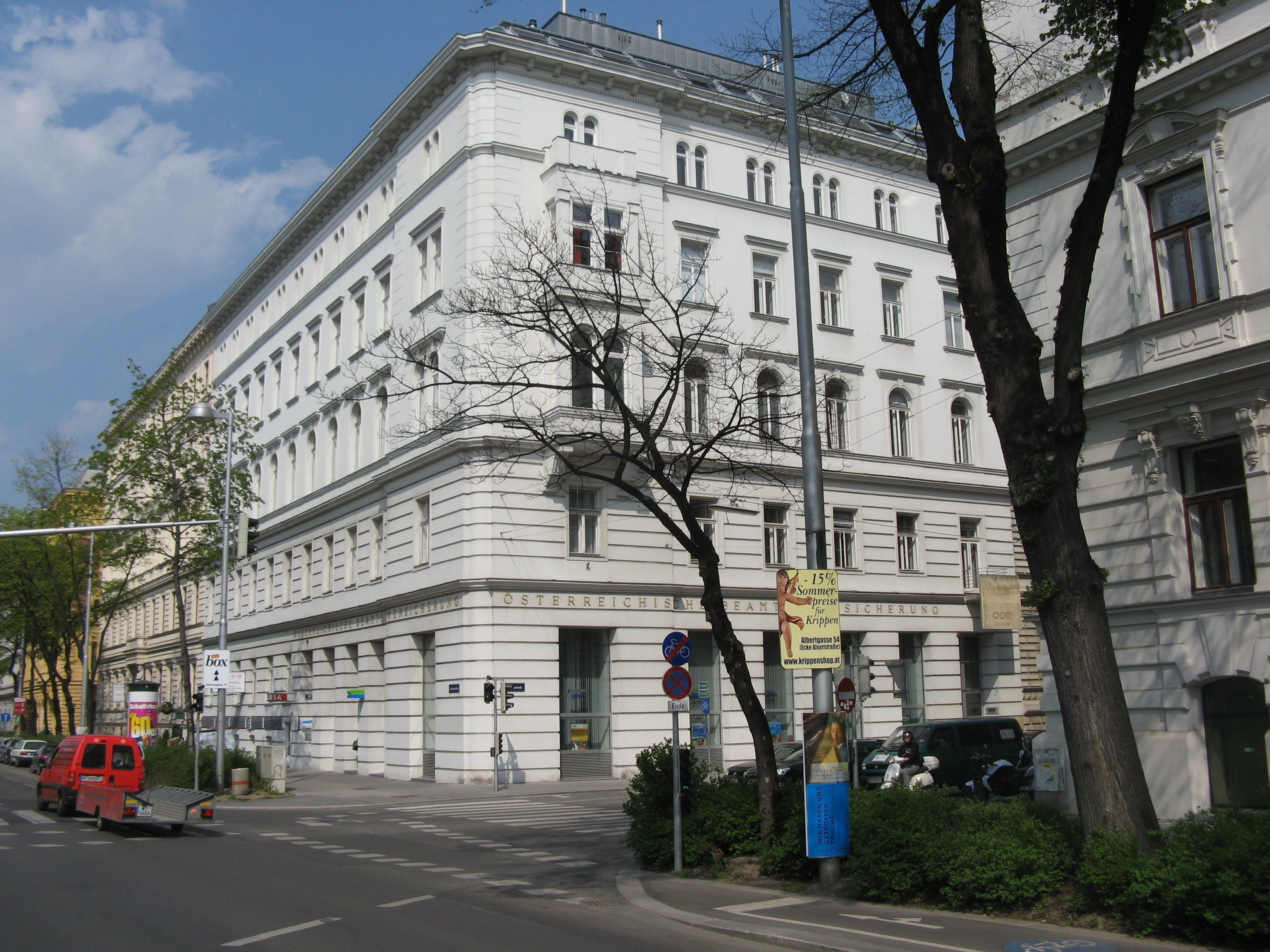
Haus Grillparzerstraße 14 (1881) von Wilhelm Stiassny

### Nummer 14
Auch dieses Gebäude an der Ecke zur Landesgerichtsstraße wurde von Wilhelm Stiassny 1881 erbaut. Das strenghistoristische Haus wurde an der Fassade reduziert und im Inneren modern umgestaltet. Der 23 Meter hohe Innenhof ist glasgedeckt. Die Lichtskulptur von Dieter Bartenbach reflektiert das von einem computergesteuerten Parabolspiegel gebündelte Sonnenlicht als Lichtpunkte auf die Hoffassaden.